# 1892 Lucienne
Az 1892 Lucienne (ideiglenes jelöléssel 1971 SD) a Naprendszer kisbolygóövében található aszteroida. Paul Wild fedezte fel 1971. szeptember 16-án.